# Auguste Schlegel
 (janvier 2025).
Si vous disposez d'ouvrages ou d'articles de référence ou si vous connaissez des sites web de qualité traitant du thème abordé ici, merci de compléter l'article en donnant les références utiles à sa vérifiabilité et en les liant à la section « Notes et références ».
Pour les articles homonymes, voir Schlegel.
Auguste Schlegel, en allemand August Wilhelm (von) Schlegel, né le 8 septembre 1767 à Hanovre, mort le 12 mai 1845 à Bonn, est un écrivain, poète, philosophe, critique, orientaliste et traducteur allemand et l'un des principaux théoriciens du mouvement romantique.

## Biographie
Neveu de Johann Elias Schlegel et frère de Friedrich Schlegel, il étudie à Hanovre, puis à Göttingen en 1786. En 1788, il publie des Dissertations sur la géographie homérique et un index pour le Virgile de Heyne. Par ailleurs, il donne au Göttingen Musenalmanach quelques poésies et commence à traduire Dante et Shakespeare. Précepteur des enfants du banquier Muilman de 1791 à 1795, il suit son employeur à Amsterdam, puis, après un séjour auprès de sa mère, à Hanovre, il va à Iéna, où il se marie avec Caroline Michaelis, fille de son professeur et veuve d'un certain Böhmer. Schlegel collabore à l'édition des Œuvres de Schiller et au Göttingen Musenalmanach (où il publie des poèmes) et à l'Allgemeine Litteratur-Zeitung de Göttingen (comme critique). Durant cette période, il traduit Shakespeare (1797-1810), Calderon (Théâtre espagnol 1803-1809), Dante (1804), Guarini, Cervantès, Camões, etc., et contribue pour une forte part au mouvement romantique, dont il devient l'un des théoriciens.
En 1798, à Iéna, petite ville universitaire de Thuringe, où il est nommé professeur extraordinaire, il fait la connaissance de Goethe et de Schiller et fonde en mai avec son frère Friedrich une revue intitulée Athenäum. Ce premier groupe romantique, qui se situe plus à côté que contre le classicisme de Weimar[réf. nécessaire], représenté par Goethe et Schiller, compte trois créateurs majeurs : Ludwig Tieck (1773-1853), auteur de Les Pérégrinations de Franz Sternbald (1798), récit de voyage d'un artiste-peintre et premier grand livre romantique, Wilhelm Heinrich Wackenroder (1773-1798), théoricien de l'art qui exprime sa vision idéale de l'art dans Les Épanchements d'un moine ami des arts (1797) et Friedrich von Hardenberg, dit Novalis (1772-1801), auteur de poèmes en prose, les Hymnes à la nuit (1799), et d'un roman laissé inachevé par la mort, Heinrich von Ofterdingen. Au bout de trois ans, en 1801, il quitte Iéna pour Berlin, où il fait de nombreuses lectures sur la littérature et l'art.
Séparé de sa femme en mai 1803, il devient, l'année suivante, l'amant de Germaine de Staël, séparée de Benjamin Constant, et part vivre dans le château de cette dernière à Coppet, sur les rives du lac Léman, en Suisse, avant de la suivre dans ses voyages à travers l'Italie, la France, la Suède et l'Angleterre. En 1806, il est à Auxerre et à Rouen, en 1807 à Aubergenville (à l'ouest de Paris) au château d'Acosta. À cette époque, il publie ses Considérations sur la civilisation en général et sur l'origine de la décadence des religions (1805) et sa Comparaison de la Phèdre de Racine et de celle d'Euripide. En 1807, toujours avec Germaine de Staël, il retrouve sa femme Caroline avec Schelling à Munich. Il fait des lectures dans toutes les villes où il passe, à Dresde, à Weimar ou à Vienne, où il obtient le plus grand succès (1808).
Expulsé, avec Germaine de Staël, de Suisse et de tout l'Empire français, en 1811, sur la dénonciation du préfet de Genève, Capelle, il s'installe avec elle dans le voisinage de Rome. Mais tous deux repartent bientôt pour la Russie et la Suède, pays de M. de Staël-Holstein, premier époux de Germaine. À Stockholm, Schlegel rencontre le général Bernadotte, prince-héritier du trône de Suède, dont il devient le secrétaire pendant les campagnes de 1813-14. Il écrit alors Sur le système continental et sur ses rapports avec la Suède et son Tableau de l'Empire français en 1813.
En avril 1814, il est anobli par le roi Frédéric-Guillaume III après les adieux de Napoléon à Fontainebleau et rentre en France par l'Angleterre. Mais, lors des Cent-jours, il retourne à Coppet. En octobre 1815, il accompagne en Italie Mme de Staël et son nouveau mari, Jean de Rocca. À Florence, il écrit sa Lettre sur les chevaux de bronze de la basilique de Saint-Marc à Venise, publiée en 1816 (tiré à 100 exemplaires), avant de rentrer à Coppet dans l'été de 1816. Il passe l'hiver suivant à Paris. Le 14 juillet 1817 meurt Mme de Staël. Schlegel se remarie avec Sophie Paulus et s'installe en 1818 à Bonn, où il s'occupe d'orientalisme. Ces études l'obligent à voyager en France et en Angleterre en 1823. Entre 1820 et 1830, il fonde la Bibliothèque indienne de Bonn (1820-30), publie la Bhagavad-Gîtâ (1823), le Rāmāyana (1829) et les Réflexions sur l'étude des langues asiatiques (1832), ainsi que plusieurs autres écrits en français. Il travaille régulièrement avec Wolf Heinrich Friedrich Karl von Baudissin.
Dans ses dernières années, Schlegel renie plus ou moins les théories romantiques de sa jeunesse et finit par combattre ses amis de jadis, Schiller, Goethe, et même son propre frère. Appelé à Berlin en 1841, après l'avènement de Frédéric-Guillaume IV, il reste quelque temps dans la capitale prussienne, avant de retourner à Bonn, où il meurt.
Le château de Coppet possède un portrait d'Auguste Schlegel par Albert Gregorius.

## Œuvres
Ses œuvres ont été publiées par Böeking à Leipzig en 1846-47 (12 volumes). Ses œuvres écrites en français, parues à Leipzig en 1846, forment 3 volumes ; ses opuscules latins, publiés dans la même ville en 1848, un volume.
Plusieurs textes d'A.W. Schlegel se trouvent dans Les Romantiques allemands d'Armel Guerne, Desclée de Brouwer, 1956 et 1963, rééd. Phébus, 2004 :
- Lettre à une amie française, 13 août 1838,
- De l'Origine des Hindous, revue des langues affiliées au sanscrit, 1834,
- De la treizième leçon du cours de littérature dramatique (professé à Vienne en 1808). L'art classique et l'art romantique,